# 赫尔曼·费什巴赫
赫尔曼·费什巴赫（英語：Herman Feshbach，1917年2月2日—2000年12月22日），出生于纽约，美国物理学家，麻省理工学院物理学荣誉退休教授。费什巴赫最知名于提出了费什巴赫共振以及与菲利普·M·莫尔斯合著理论物理方法。

## 生平
2000年，费什巴赫逝世于马萨诸塞州剑桥市。

## 出版物
- Feshbach, Herman; Philip M. Morse. . Cambridge University Press. 1953.[2]
- Feshbach, Herman; Amos deShalit. . Wiley. 1974.